# Josef Horešovský
Josef Horešovský (* 18. Juli 1946 in Žilina u Nového Strašecí, Tschechoslowakei) ist ein ehemaliger tschechoslowakischer Eishockeyspieler, der über viele Jahre für den HC Sparta Prag und die tschechoslowakische Nationalmannschaft auf der Position des Verteidigers spielte. Heute arbeitet er als Eishockeytrainer.

## Karriere als Spieler
Josef Horešovský begann seine Karriere 1962 bei Poldi Kladno, bevor er 1965 in die tschechoslowakische Hauptstadt zum HC Sparte Prag wechselte. Diesem Verein blieb er mit einer Unterbrechung bis 1976 treu. Während seines Militärdienstes spielte er für den Armeeklub Dukla Jihlava, mit dem er 1970 und 1971 den Tschechoslowakischen Meistertitel gewann. Nach der Spielzeit 1976/77, die er bei Motor České Budějovice verbrachte, beendete Horešovský seine Karriere. Insgesamt erzielte er 83 Tore in 514 Spielen der 1. Liga der Tschechoslowakei.
Sehr große Erfolge hatte Josef Horešovský auch bei internationalen Titelkämpfen. Mit der tschechoslowakischen Herrenauswahl gewann er zwei Medaillen bei Olympischen Winterspielen und fünf Medaillen bei Weltmeisterschaften. Seine erste Berufung in das Nationalteam erhielt er für die Eishockey-Weltmeisterschaft 1968 und nahm ab diesem Zeitpunkt jährlich an der Weltmeisterschaft teil. Im selben Jahr wurde er in den Kader für die Olympischen Winterspiele 1968 berufen und gewann die Silbermedaille. 1972 folgte eine weitere Olympiateilnahme, bei der er mit der ČSSR-Auswahl die Bronzemedaille gewann. Im Nationaltrikot erzielte er in 152 Länderspielen 23 Tore für die Tschechoslowakei.

## Karriere als Trainer
Ein Jahr nach seinem Rücktritt als Spieler übernahm Josef Horešovský den Cheftrainer-Posten beim TJ Škoda Plzeň. In der Spielzeit 1979/80 betreute er Motor České Budějovice, bevor er drei Jahre lang den Trainerposten bei Sparta ČKD Praha innehatte. 1982 erlaubte man ihm den Wechsel ins westeuropäische Ausland und Horešovský trainierte bis 1985 den französischen Klub Grenoble Métropole Hockey 38, der damals in der Nationale A spielte. Über den Gap Hockey Club (1985/86) kehrte er in die ČSSR zurück und wurde erneut Cheftrainer von Sparta ČKD Praha. 1990 gewann er mit Sparta den tschechoslowakischen Meistertitel.
Nach diesem Erfolg übernahm er in der Spielzeit 1990/91 den Trainerposten bei TPS Turku. Zwischen 1992 und 1997 trainierte er wieder den HC Sparta Prag und erreichte in der Saison 1992/93 den letzten tschechoslowakischen Meistertitel vor der Teilung des Landes.
Zwischen 1998 und Dezember 2001 arbeitete er als Cheftrainer des HC Slovan Ústečtí Lvi und führte die Mannschaft aus der drittklassigen 2. Liga in die zweitklassige 1. Liga. Danach übernahm er das Traineramt beim BK Mladá Boleslav bis zum Ende der Saison.

## Erfolge und Auszeichnungen
- Tschechoslowakischer Meister 1970 und 1971
- All-Star-Team der Extraliga 1976/77
- Gewinn der Silbermedaille bei den Olympischen Winterspielen 1968
- Gewinn der Bronzemedaille bei den Olympischen Winterspielen 1972
- Gewinn der Goldmedaille bei der WM 1972
- Gewinn der Silbermedaille bei der 1971
- Gewinn der Bronzemedaille bei der WM 1969, 1970 und 1973
- All-Star-Team der WM 1968
- Tschechoslowakischer Meister 1990 und 1993 (als Trainer)